# رون ديفيدسون
رون ديفيدسون هو لاعب هوكي الجليد كندي، ولد في 16 يوليو 1958 في برينس ألبرت في كندا.

## وصلات خارجية
- رون ديفيدسون على موقع EliteProspects.com (الإنجليزية)
- رون ديفيدسون على موقع HockeyDB.com (الإنجليزية)
- رون ديفيدسون على موقع أوليمبيديا (الإنجليزية)